# Al-Qastal
Al-Qastal (em árabe: القسطل, derivado do latim para castellum "castelo" que nomeava as ruínas romanas lá localizadas. Era uma vila palestina que foi destruída na Guerra árabe-israelense de 1948.